# An–158
Az An–158 (ukránul: Ан–158) az ukrán Antonov repülőgépgyár keskenytörzsű, kis hatótávolságú, regionális utasszállító repülőgépe, az An–148 továbbfejlesztett, növelt törzshosszú változata. Az An–158-on alapul az An–178-as katonai teherszállító repülőgép.

## Története
A 2014-ben kezdődött orosz–ukrán konfliktus miatt az Antonov megszakította a kapcsolatait a gyártási programban részt vevő orosz cégekkel.
Az Antonov 2018-ban jelentette be, hogy újraindítja a típus gyártását. 2018 öszén 10 darab sárkányszerkezet állt készen az Antonovnál. 2018. október 12-én a 21. kijevi AviaSzvit szakkiállításon az Antonov cég szándéknyilatkozatot írt alá az ukrán FANair légitársasággal két darab, 97 személyes kivitelű repülőgép szállításáról.

## Alkalmazók
- Kuba – A Cubana légitársaság 6 darabot lízingel. A hatodik gépet 2015 júniusában vette át.